# 義大利華人

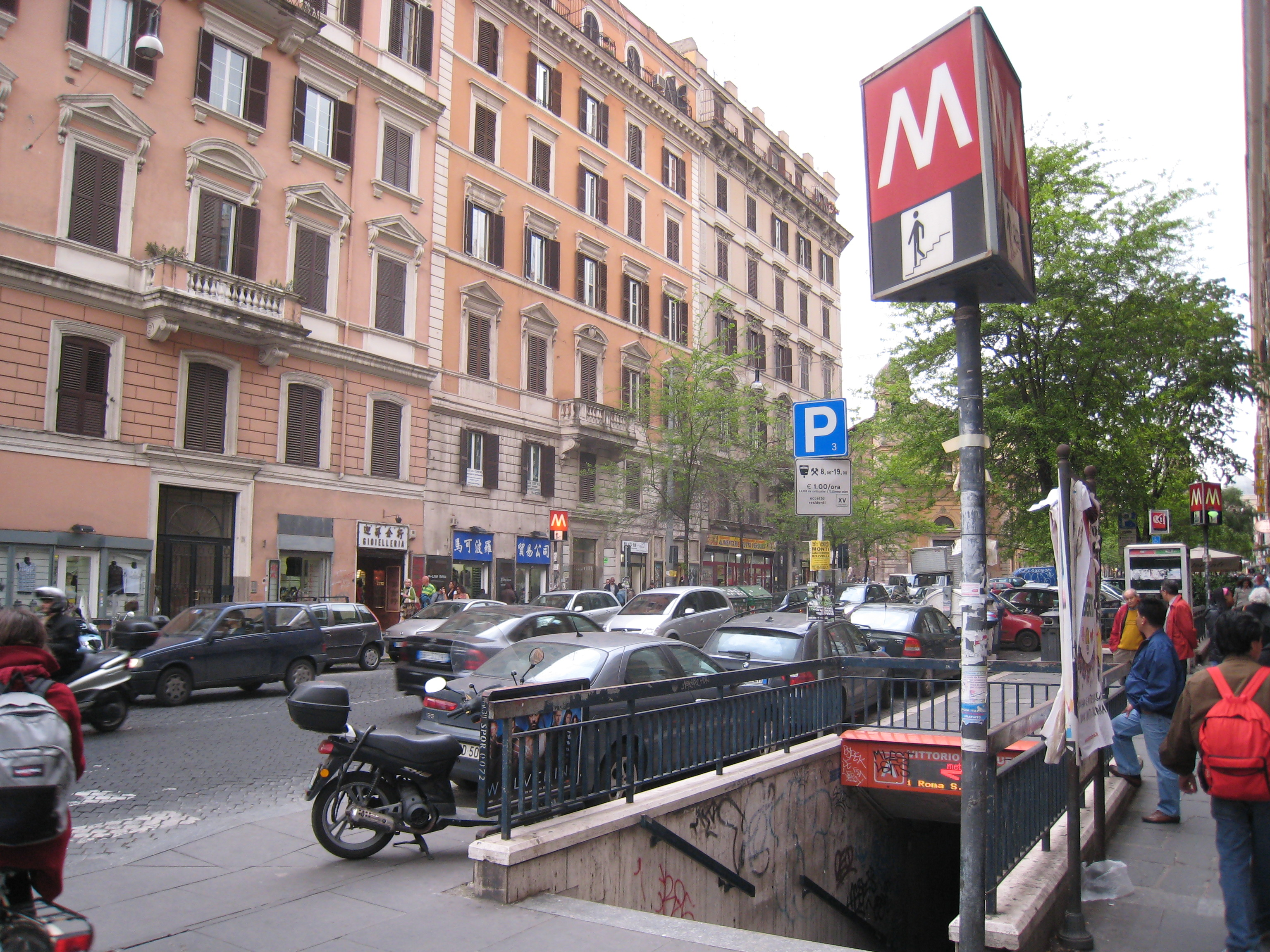
罗马的华人街，位于罗马Esquilino街道。罗马与米兰和普拉托具有意大利最大的华人群体。

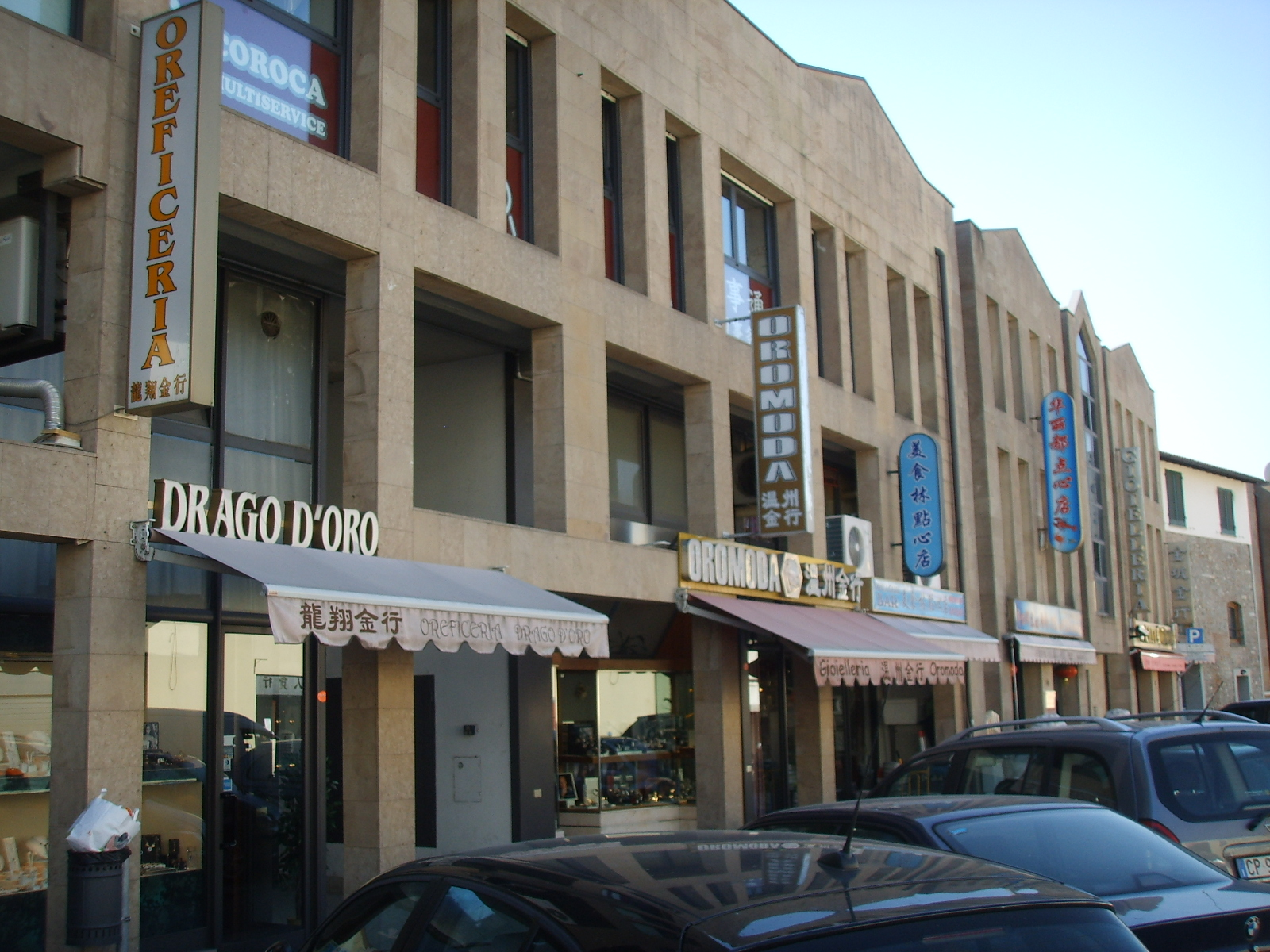
普拉托的华人街，与罗马和米兰的华人街，为意大利最大最重要的华人街之一。

意大利的华人群体在21世纪初的前十年已快速地增长。根据意大利统计局（ISTAT）的数据，截止2010年12月31日居住在意大利的华人有209,934名，占居住在意大利的总人口0.34%；华人群体的人口排意大利第四名，仅次于罗马尼亚人、阿尔巴尼亚人和摩洛哥人等移民群体。但是上述数字不包括逾期逗留意大利的华人和加入意大利国籍的华裔。
以往，意大利的华人不易融入当地社会且偶尔与意大利本地人发生冲突。2007年，一些意大利的华人在米兰市中心遊行示威抗議意大利严重的種族歧视。特雷维索市政府曾命令华人经营的商店移除红灯笼，因为看起来“太东方了”。
一般意大利的大城市里华人较多，由文化差异引起的衝突比較大，尤其是华人的经济产业与意大利人的本地企业之間有很大竞争，例如普拉托的纺织业。同时就在这充滿摩擦的环境中，在意大利長大的華人第二代移民逐渐地要求更多公平和平等對待，并试图更好地融入意大利社会。 許多華人在積極地融入當地社會，並且在社會上贏得了一定地位。

## 人口和宗教
根据一项由CESNUR（信宗教研究中心）和都灵大学联合做出的研究，在4000名被测试的都灵华人群体人士中，48%为女性、30%为未成年人；90%来自浙江省。关于职业，70%从事餐饮业、超过20%经商。宗教信仰的部分，都灵大部分的华人（59.3%）无宗教、31.6%为佛教徒、8%为基督徒（其中天主教徒3.6%、新教徒3.3%、耶和华见证人1.1%）、道教徒为1.1%。意大利第一座佛教寺庙“普华寺”于2009年在普拉托建成，而于2012年意大利华侨华人佛教总会在罗马建立了“华义寺”。
義大利華人宗教(2010)
義大利華人宗教 (2011-2012)

## 华人人口较多的城市
基于意大利统计局的人口普查（Demo Istat）统计。
- 米兰 18,918 (占居民总人口1.43%)
- 罗马 12,013
- 普拉托 11,882 (6.32%)
- 都灵 5,437
- 佛罗伦萨 3,890 (1.05%)
- 比森齐奥营 3,018 (6.87%)
- 雷焦艾米利亚 2,925 (1.72%)
- 博洛尼亚 2,654
- 那不勒斯 2,456
- 布雷西亚 2,394 (1.23%)
- 威尼斯 2,163
- 恩波利 1,759 (3.67%)
- 热那亚 1,637
- 弗利 1,607 (1.36%)
- 帕多瓦 1,571
- 富切基奥 1,502 (6.39%)